# Onze pour une coupe
 (février 2024).
Si vous disposez d'ouvrages ou d'articles de référence ou si vous connaissez des sites web de qualité traitant du thème abordé ici, merci de compléter l'article en donnant les références utiles à sa vérifiabilité et en les liant à la section « Notes et références ».
Onze pour une coupe (espagnol : Fútbol en acción) est une série d'animation espagnole réalisée entre 1981 et 1982 par Radiotelevisión Española. Les épisodes durent 25 minutes et le personnage central était Zeste l'orange (Naranjito dans la version espagnole), la mascotte officielle de la Coupe du monde 1982 organisée en Espagne.
La série couvre les aventures de la mascotte lors de la coupe du monde de la FIFA 1982 en Espagne. Zeste est accompagné d'autres personnages, comme sa compagne Clémentine (Clementina), son cousin Citronnet (Citronio) et le robot Yamatélé (Imarchi). Parmi les personnages maléfiques, on trouve le méchant Fiellock (Zruspa) et ses clones.

## Synopsis
La série commence par des séquences de la finale de la Coupe du monde 1978 en Argentine. Dans les premiers chapitres, Zeste l'orange, accompagnée du robot Yamatélé, enseigne aux téléspectateurs l'histoire du football et ses règles. Ces explications sont sabotées par Fellock, qui aime tricher. Cette première partie comprend des interviews d'Alfredo Di Stéfano, qui explique son expérience et comment s'entraîner à jouer au football.
Le chapitre 6 marque le début de la deuxième partie de la série. Fellock, excédé de ne pas pouvoir tricher, s'est emparé des seules images de l'histoire de la Coupe du monde. Menaçant de les détruire, Zeste et ses amis parcourent les pays où se sont déroulées les Coupes du monde pour les récupérer. Dans cette deuxième partie, les matches sont racontés dans la version espagnole par Matías Prats. Une fois les cassettes récupérées, Fellock va tenter de saboter toutes les villes choisies pour la Coupe du monde 1982. Dans les épisodes, on peut voir des films touristiques sur les villes.
Après une tentative ratée de rendre la ville de Madrid invisible, Fellock devient définitivement invisible et doit consacrer sa vie à la recherche d'un antidote. Avant que Zeste et ses amis ne disent au revoir aux spectateurs, l'un des hommes de main de Fellock déclare qu'ils reviendront, affirmant que ce sera lorsque l'Espagne organisera une nouvelle Coupe du monde.

## Épisodes
La série se compose de 26 épisodes et est diffusée pour la première fois en Espagne sur TVE-1 le samedi à 15 h 35 entre le 5 décembre 1981 et le 12 juin 1982. Le dernier épisode est diffusé la veille de l'ouverture de la Coupe du monde 1982. En France, la série est diffusée dès le 29 mars 1982 sur FR3.

## Distribution

### Version espagnole
- Zeste (Naranjito) : Amelia Jara[2]
- Fellock (Zruspa) : Fernando Mateo[2]
- Clémentine (Clementina) : Marisa Marco[2]
- Commentateur : Matías Prats[2]

### Version française
- Zeste l'orange : Jackie Berger[1]
- Clémentine : Céline Monsarrat[1]
- Citronelle : Francette Vernillat[1]
- Fiellock : Philippe Dumat[1]
- Homme de main no 1 : Gérard Hernandez[1]
- Commentateur, Homme de main no 2 : Dominique Paturel[1]